# Лесогорский район (Сахалинская область)
Лесогорский район — административно-территориальная единица в составе Южно-Сахалинской и Сахалинской областей, существовавшая в 1946—1963.
Лесогорский район в составе Южно-Сахалинской области был образован 5 июня 1946 года. Его центром стал город Лесогорск (бывший Наёси). 2 января 1947 года в связи с упразднением Южно-Сахалинской области район вошёл в состав Сахалинской области. В то время в состав района входили город районного подчинения Лесогорск, 2 посёлка городского типа — Бошняково и Тельновский и 2 сельсовета — Белкинский и Сентябрьский.
1 февраля 1963 года Лесогорский район был упразднён, а его территория передана в Углегорский район.